# Buffalo (Indiana)
Buffalo és una concentració de població designada pel cens dels Estats Units a l'estat d'Indiana. Segons el cens del 2000 tenia 672 habitants.

## Demografia
Segons el cens del 2000, Buffalo tenia 672 habitants, 264 habitatges, i 196 famílies. La densitat de població era de 108,6 habitants per km².
Dels 264 habitatges en un 27,7% hi vivien nens de menys de 18 anys, en un 62,9% hi vivien parelles casades, en un 4,9% dones solteres, i en un 25,4% no eren unitats familiars. En el 18,9% dels habitatges hi vivien persones soles l'11% de les quals corresponia a persones de 65 anys o més que vivien soles. El nombre mitjà de persones vivint en cada habitatge era de 2,55 i el nombre mitjà de persones que vivien en cada família era de 2,79.
Per edats la població es repartia de la següent manera: un 24,4% tenia menys de 18 anys, un 6,4% entre 18 i 24, un 27,2% entre 25 i 44, un 23,4% de 45 a 60 i un 18,6% 65 anys o més.
L'edat mediana era de 41 anys. Per cada 100 dones de 18 o més anys hi havia 107,3 homes.
La renda mediana per habitatge era de 29.583 $ i la renda mediana per família de 40.446 $. Els homes tenien una renda mediana de 29.609 $ mentre que les dones 14.423 $. La renda per capita de la població era de 15.062 $. Entorn del 3,7% de les famílies i el 10,5% de la població estaven per davall del llindar de pobresa.

## Poblacions més properes
El següent diagrama mostra les poblacions més properes.